# Gorysz siny
Gorysz siny (Peucedanum cervaria (L.) Lapeyr.) – gatunek byliny z rodziny selerowatych. Występuje w Europie południowej i środkowej od Hiszpanii po środkową i południową część europejskiej Rosji. Obecny poza tym w Algierii. W Polsce rośnie na rozproszonych stanowiskach na obszarze całego kraju z wyjątkiem gór, częściej w pasie wyżyn, na Nizinie Śląskiej i w dolinie dolnej Wisły. Ludowa nazwa: „jeleniec”.

## Morfologia

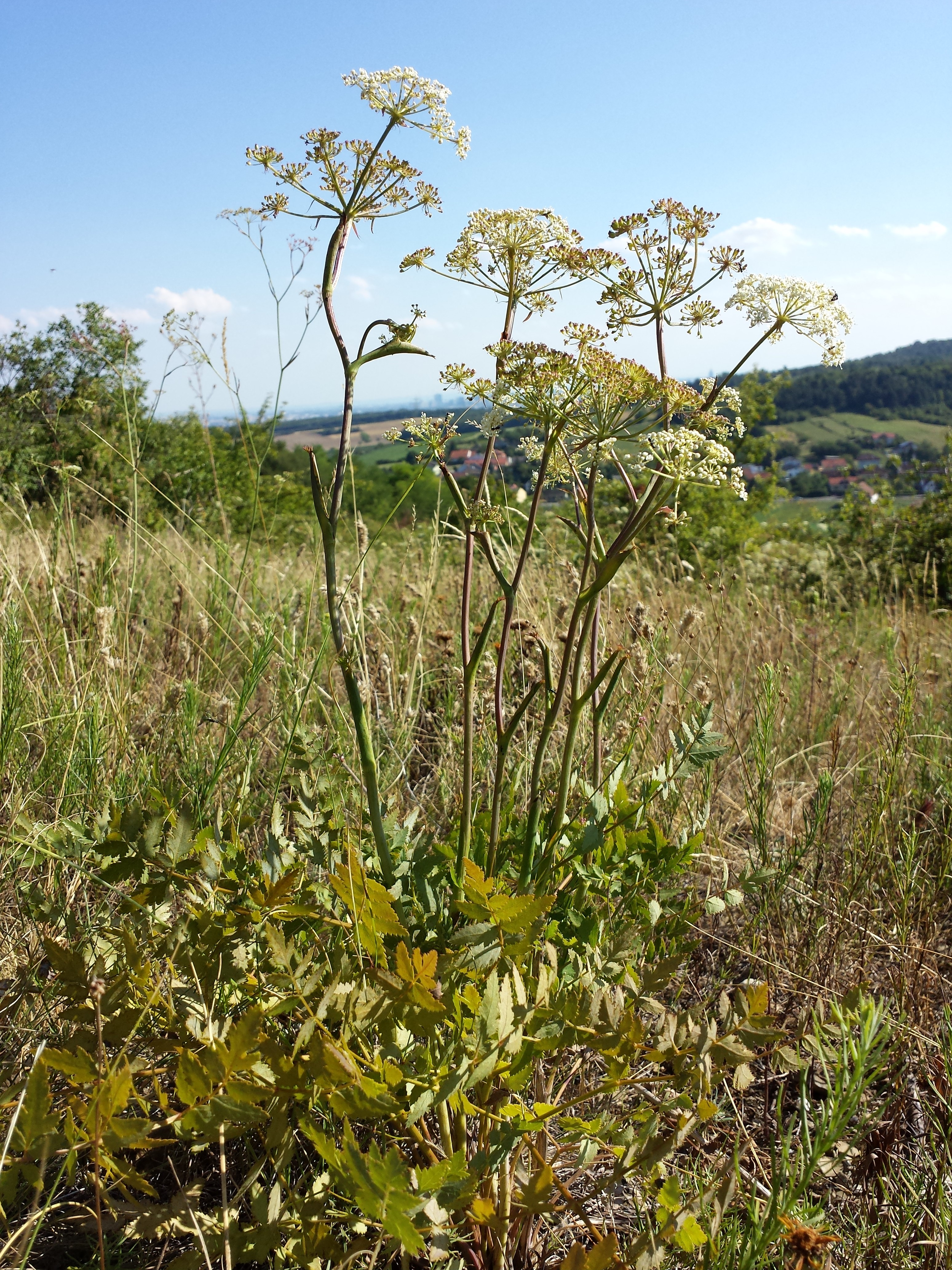
Pokrój

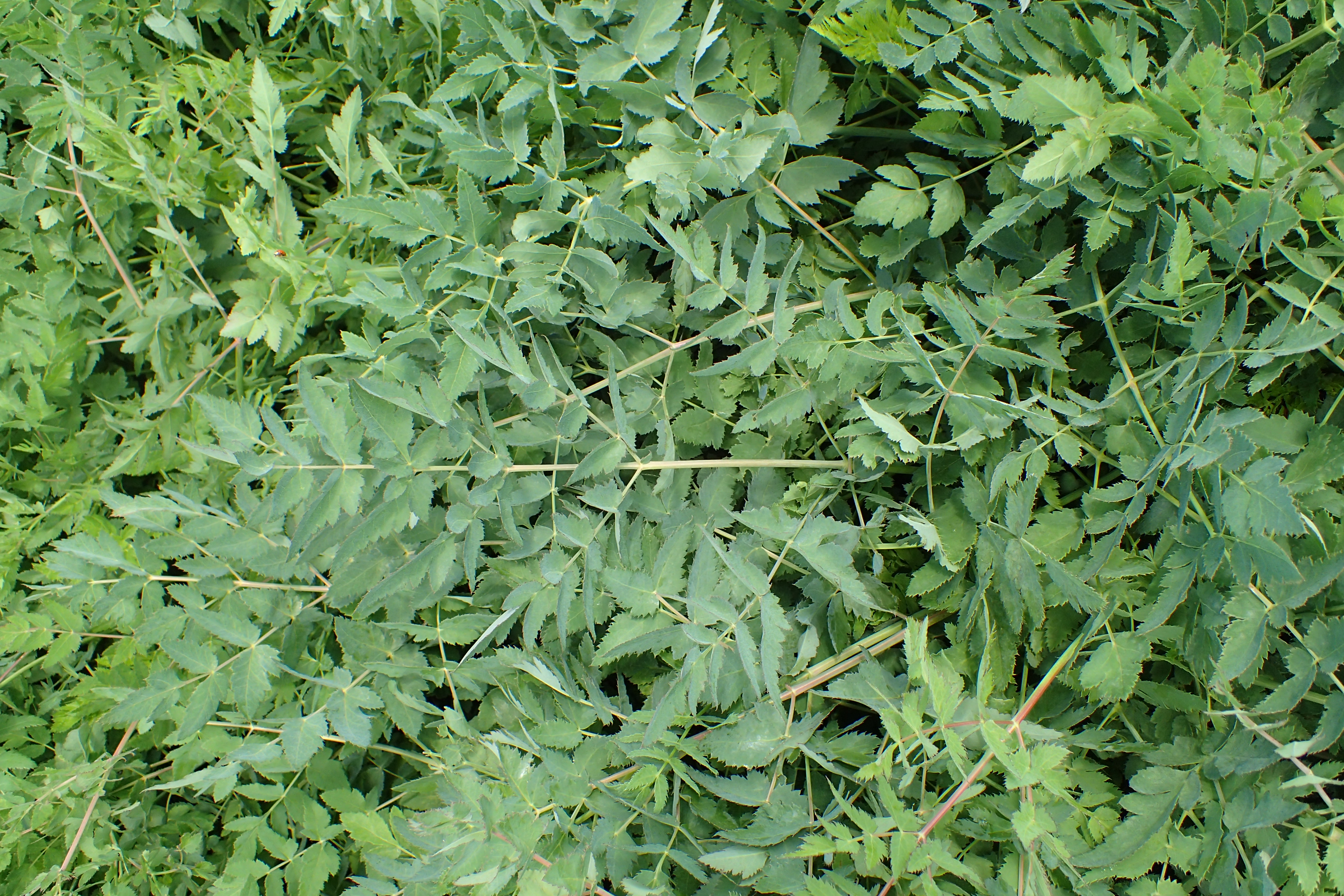
Liście

ŁodygaSłabo rozgałęziona, pełna, naga, w górze niemal bezlistna i tam bruzdowana. Osiąga wysokość od 30 do 150 cm. Pod ziemią ma postać walcowatego lub nieco bulwiastego kłącza, z tuniką resztek nasad liści u nasady pędu nadziemnego.
LiścieW większości odziomkowe, które są ogonkowe, osiągają długość do 50 cm, mają blaszkę w zarysie jajowatą lub szerokotrójkątną, 2–3 razy pierzasto złożoną. Listki szerokie, kształtu jajowatego, ułożone w jednej płaszczyźnie; dolne częściowo klapowane, ostro piłkowane, skórzaste, sinozielone od spodu, nagie. Liście górne są nieliczne, z niewielką blaszką, osadzone na pochwach liściowych.
KwiatyDrobne, zebrane w złożone i duże baldachy (9–30-ramienne), z wielokwiatowymi baldaszkami. Szypuły baldaszków omszone. Pokrywy i pokrywki są liczne, odgięte w dół, szczeciniaste. Płatki barwy białej (różowe w pączku), kształtu odwrotnie jajowatego, wycięte na szczycie, opatrzone łatką.
OwoceRozłupnie szerokojajowate do eliptycznych, o długości od 4 do 6 mm, z trzema słabo zaznaczonymi żebrami grzbietowymi i dwoma brzeżnymi oskrzydlonymi.

## Biologia i ekologia
Bylina, hemikryptofit. Kwitnie od czerwca do sierpnia. Kwiaty zapylane są przez owady. Owoce rozsiewane są głównie przez wiatr.
Występuje na glebach suchych i świeżych, mezotroficznych, o odczynie obojętnym i zasadowym, preferuje gleby zasobne w węglan wapnia. Najczęściej rośnie w ciepłolubnych dąbrowach i powiązanych z nimi zbiorowiskach okrajkowych, poza tym na słonecznych zboczach, suchych murawach, w widnych zaroślach i na porębach.